# Xã Walhalla, Quận Pembina, Bắc Dakota
Xã Walhalla (tiếng Anh: Walhalla Township) là một xã thuộc quận Pembina, tiểu bang Bắc Dakota, Hoa Kỳ. Năm 2010, dân số của xã này là 130 người.